# B.O.D.Y.
B.O.D.Y. è un manga shōjo di Ao Mimori pubblicato in patria sulla rivista Bessatsu Margaret della Shūeisha dal 2003 al 2009. I capitoli sono stati raccolti in 15 tankōbon, pubblicati dal 23 aprile 2004 al 25 febbraio 2009. In Italia l'opera è stata pubblicata dalla Star Comics dal 13 luglio 2006 al 30 gennaio 2010.

## Trama
Ryoko Sakura è una giovane studentessa giapponese alle prese con le sue prime cotte. Tra i compagni di classe uno in particolare attira la sua attenzione: Ryunosuke Fuji. L'atteggiamento schivo e introverso del ragazzo non lo fanno essere particolarmente popolare, riuscendo invece a colpire la protagonista, che non manca di notarne il fascino celato dietro gli occhiali e i capelli perennemente spettinati. Un giorno dopo la scuola, Ryoko incontra per caso il compagno venendo così a conoscenza di un suo lato che le era del tutto sconosciuto. Ryunosuke si rivela infatti un accompagnatore per giovani donne, ed è proprio mentre è alle prese con le asfissianti attenzioni di una di queste che i due si incontrano. Il confronto fra le due personalità del ragazzo è impossibile da sostenere per Ryoko, che subisce un vero e proprio shock, pur rimanendo in qualche modo affascinata dal ragazzo. La platealmente tragica delusione della protagonista incuriosisce invece Ryunosuke che, reagendo in maniera inaspettata quanto ovvia ai fini della narrazione, decide di far innamorare la ragazza di sé.

## Pubblicazione
B.O.D.Y. è stato serializzato in Giappone dal 13 ottobre 2003 al 28 gennaio 2009 sulla rivista Bessatsu Margaret edita da Shūeisha. I capitoli sono stati raccolti in 15 volumi tankōbon pubblicati dal 23 aprile 2004 al 25 febbraio 2009.
In Italia la serie è stata pubblicata da Star Comics nelle collane Starlight (vol. 1-7) e Turn Over (vol. 8-15) dal 13 luglio 2006 al 30 gennaio 2010.
| Nº | Data di prima pubblicazione | Data di prima pubblicazione | Data di prima pubblicazione | Data di prima pubblicazione |
| Nº | Giapponese                  | Giapponese                  | Italiano                    | Italiano                    |
| -- | --------------------------- | --------------------------- | --------------------------- | --------------------------- |
| 1  | 23 aprile 2004              | ISBN 4-08-847736-7          | 13 luglio 2006              | ISBN 88-226-0000-2          |
| 2  | 24 settembre 2004           | ISBN 4-08-847783-9          | 10 agosto 2006              | ISBN 88-226-0001-0          |
| 3  | 25 gennaio 2005             | ISBN 4-08-847820-7          | 18 settembre 2006           | ISBN 88-226-0002-9          |
| 4  | 25 maggio 2005              | ISBN 4-08-847859-2          | 13 ottobre 2006             | ISBN 88-226-0003-7          |
| 5  | 22 settembre 2005           | ISBN 4-08-847891-6          | 14 novembre 2006            | ISBN 88-226-0004-5          |
| 6  | 24 febbraio 2006            | ISBN 4-08-846033-2          | 14 dicembre 2006            | ISBN 88-226-0005-3          |
| 7  | 23 giugno 2006              | ISBN 4-08-846069-3          | 13 gennaio 2007             | ISBN 978-88-226-0006-6      |
| 8  | 25 ottobre 2006             | ISBN 4-08-846107-X          | 25 settembre 2007           | ISBN 978-88-226-0007-3      |
| 9  | 23 febbraio 2007            | ISBN 978-4-08-846143-4      | 28 aprile 2008              | ISBN 978-88-226-0008-0      |
| 10 | 25 giugno 2007              | ISBN 978-4-08-846182-3      | 25 giugno 2008              | ISBN 978-88-226-0009-7      |
| 11 | 25 ottobre 2007             | ISBN 978-4-08-846227-1      | 26 agosto 2008              | ISBN 978-88-226-0010-3      |
| 12 | 25 febbraio 2008            | ISBN 978-4-08-846266-0      | 28 ottobre 2008             | ISBN 978-88-226-0011-0      |
| 13 | 25 giugno 2008              | ISBN 978-4-08-846306-3      | 22 dicembre 2008            | ISBN 978-88-226-0012-7      |
| 14 | 24 ottobre 2008             | ISBN 978-4-08-846345-2      | 29 novembre 2009            | ISBN 978-88-226-0013-4      |
| 15 | 25 febbraio 2009            | ISBN 978-4-08-846385-8      | 30 gennaio 2010             | ISBN 978-88-226-0014-1      |

## Accoglienza
Il decimo volume di B.O.D.Y. è arrivato al 4º posto nella classifiche Tohan tra il 26 giugno e il 16 luglio 2007. L'undicesimo volume invece si è classificato all'8º posto tra il 30 ottobre e il 5 novembre 2007. Il dodicesimo volume è arrivato 7° tra il 26 febbraio e il 3 marzo 2008. Il tredicesimo volume si è piazzato al 9º posto tra il 24 e il 30 giugno 2008 e al 10° tra il 1° e il 7 luglio 2008. Il quattordicesimo volume è arrivato al 9º posto tra il 28 ottobre e il 3 novembre dello stesso anno.
Deb Aoki di About.com ha criticato la serie per l'utilizzo di "numerosi cliché nella trama". Ysabet Reinhardt MacFarlane di Manga Life ha elogiato il secondo volume per i suoi disegni "attraenti". Nella recensione del terzo volume, MacFarlane ha commentato che era frustrante vedere quanto spesso le cose ruotassero attorno a incomprensioni che potevano essere chiarite in circa due minuti se solo i personaggi si fossero messi a parlare fra loro oppure se avessero fatto almeno un tentativo di capire i sentimenti dell'altro; tale caratteristica fu ritenuta atipica anche per un manga shōjo. MacFarlane ha trattato anche il quinto volume della serie e si è lamentata per via delle numerose perdite di tempo legate alla paura dei personaggi di rivelare i propri pensieri al prossimo e questi li portava in un giro infinito dove si complicavano la vita in maniera incommensurabile. In seguito elogiò il sesto volume sostenendo che la relazione di Ryoko e Ryunosuke non doveva affrontare nessuna grande crisi. A.E. Sparrow di IGN ha criticato il manga per i suoi disegni e per aver fatto sembrare i personaggi "più simili a Barbie e Ken che a personaggi reali". Erin Jones di Mania.com ha criticato la protagonista femminile per essere "ingenua e stupida". In un'altra recensione Jones ha criticato la serie per la sua "storia prevedibile e i disegni insignificanti".
L'appendice online Manga: The Complete Guide di Jason Thompson elogia il manga affermando: "Il buon ritmo e la sceneggiatura credibile elevano B.O.D.Y. al di sopra di una premessa di un manga shōjo convenzionale; la storia è giocata in modo diretto ma non diventa mai troppo cupa, i personaggi sono simpatici e il manga ha molte piccole sorprese". Katherine Dacey di Pop Culture Shock ha criticato Ao Mimori per aver dimenticato di "sviluppare i suoi personaggi in qualcosa di più degli stereotipi" affermando "Sembra anche dimenticare il lavoro piuttosto sgradevole di Ryunosuke dopo la scuola: è come se avesse iniziato a scrivere una succosa storia di ricatto e poi ha subito un'amnesia completa a metà sceneggiatura". Jennifer Dunbar sempre di Pop Culture Shock ha criticato la serie per il suo character design che li faceva "sembrare tutti uguali". Erin Finnegan del medesimo sito ha commentato la storia generale del manga con "gli adolescenti nei club sono irrealistici, ma ciò che spaventa di questo volume sono le lezioni ispirate alla vita reale che i ragazzi ricevono dal capo club quando tentano di abbandonarlo".
Una recensione successiva di Finnegan afferma che il manga è un piacere proibito sostenendo che "è così terribile, ma sono costretto a leggerlo perché sono affascinato dalle scemenze che l'autrice inventerà dopo (è come provare un nuovo schifoso Pringles dal sapore grossolano, ma affascinante)". Rachel Bentham di Active Anime ha elogiato la protagonista femminile, affermando "[Ryoko] cambia il suo umore in un centesimo più velocemente di un ottovolante! È così divertente! I suoi cambiamenti di umore sono come guardare una partita di ping pong!". Leroy Douresseaux di Comic Book paragona il manga a La clessidra - Ricordi d'amore affermando "le risate, le lacrime, la paura, i litigi, le discussioni, ecc.; sembra tutto reale". In una recensione del terzo volume, Douresseaux ha elogiato il "dramma del personaggio intelligente che si concentra meno sul sesso e più sul campo minato che sono le relazioni romantiche e interpersonali". Nella recensione del sesto volume Douresseaux ha elogiato i "bei disegni" dell'illustratrice sostenendo "sono perfetti per l'enfasi [del sesto volume] e per il trionfo dell'amore - che si rivela una ricerca ostinata di qualcuno che lotta duramente pur di ottenerlo". Sempre Douresseaux ha recensito il nono volume e ha elogiato ulteriormente i disegni affermando che "Mimori ha un talento per disegnare facce; enfatizza occhi grandi ed espressivi e capelli che cadono su quei bei visi in ciocche sexy o come drappeggi. È disegnato da angolazioni interessanti, ed è il linguaggio visivo perfetto per raccontare storie a fumetti sull'amore adolescenziale". Lori Henderson di Comics Village ha dato un giudizio molto negativo riguardo al manga: "è inutilmente melodrammatico, i personaggi non sono interessanti e le situazioni sono cliché".